# Hyttesjön (Stjärnorps socken, Östergötland)
Hyttesjön är en sjö i Linköpings kommun i Östergötland och ingår i Motala ströms huvudavrinningsområde. Sjön är 2,1 meter djup, har en yta på 0,03 kvadratkilometer och är belägen 55 meter över havet.